# Chartley Castle
Chartley Castle er ruinen af middelalderborg, der ligger nord for landsbyen Stowe-by-Chartley i Staffordshire, England, mellem Stafford og Uttoxeter. Den blev oprindeligt opført som en motte and bailey-føstning omkring år 1100 af en af de tidlige jarler af Chester.
Det er et Scheduled monument, og har været fredet siden 1925. Det er en listed building af anden grad.